# Chadwick Boseman
Chadwick Boseman (n. 29 noiembrie 1976, Anderson⁠(d), Carolina de Sud, SUA – d. 28 august 2020, Los Angeles, California, SUA) a fost un actor american de film și televiziune. Este cunoscut pentru interpretarea lui Jackie Robinson în 42 (2013), James Brown în filmul Get on Up (2014), Black Panther în Universul Marvel Cinematic (din 2016) și Thurgood Marshall în Marshall (2017). A avut, de asemenea, roluri în seriile de televiziune Lincoln Heights (2008) și Persons Unknown (2010), precum și în filmul The Express (2008), proiectul Zilei (2014) și Mesajul regelui (2016). Boseman a murit la vârsta de 43 de ani, la patru ani după ce a fost diagnosticat cu cancer de colon.

## Filmografie

### Film
| An   | Titlu                      | Rol                      | Director            | Note                                                           |
| ---- | -------------------------- | ------------------------ | ------------------- | -------------------------------------------------------------- |
| 2008 | The Express                | Floyd Little             | Gary Fleder         |                                                                |
| 2013 | The Kill Hole              | Lt. Samuel Drake         | Mischa Webley       |                                                                |
| 2013 | 42                         | Jackie Robinson          | Brian Helgeland     |                                                                |
| 2014 | Draft Day                  | Vontae Mack              | Ivan Reitman        |                                                                |
| 2014 | Get on Up                  | James Brown              | Tate Taylor         |                                                                |
| 2016 | Gods of Egypt              | Thoth                    | Alex Proyas         |                                                                |
| 2016 | Captain America: Civil War | T'Challa / Black Panther | Anthony & Joe Russo | Nominalizat – Saturn Award for Best Supporting Actor in a Film |
| 2016 | Message from the King      | Jacob King               | Fabrice Du Welz     | Și producător executiv                                         |
| 2017 | Marshall                   | Thurgood Marshall        | Reginald Hudlin     | Și co-producător                                               |
| 2018 | Black Panther              | T'Challa / Black Panther | Ryan Coogler        | Nominalizat – Saturn Award for Best Actor in a Film            |
| 2018 | Avengers: Infinity War     | T'Challa / Black Panther | Anthony & Joe Russo |                                                                |
| 2019 | Avengers: EndGame          | T'Challa / Black Panther | Anthony & Joe Russo |                                                                |

### Televiziune
| An        | Titlu               | Rol                         | Note                               |
| --------- | ------------------- | --------------------------- | ---------------------------------- |
| 2003      | Third Watch         | David Wafer                 | Episod: "In Lieu of Johnson"       |
| 2004      | Law & Order         | Foster Keyes                | Episod: "Can I Get a Witness?"     |
| 2006      | CSI: NY             | Rondo                       | Episod: "Heroes"                   |
| 2008      | ER                  | Derek Taylor                | Episod: "Oh, Brother"              |
| 2008      | Cold Case           | Dexter Collins              | Episod: "Street Money"             |
| 2008–2009 | Lincoln Heights     | Nathaniel "Nate" Ray        | 9 episoade                         |
| 2009      | Lie to Me           | Cabe McNeil                 | Episod: "Truth or Consequences"    |
| 2010      | Persons Unknown     | Sergeant McNair             | 13 episoade                        |
| 2010      | The Glades          | Michael Richmond            | Episod: "Honey"                    |
| 2011      | Castle              | Chuck Russell               | Episod: "Poof, You're Dead"        |
| 2011      | Fringe              | Mark Little / Cameron James | Episod: "Subject 9"                |
| 2011      | Detroit 1-8-7       | Tommy Westin                | Episod: "Beaten/Cover Letter"      |
| 2018      | Saturday Night Live | Himself                     | Episod: "Chadwick Boseman/Cardi B" |

## Legături externe
- Chadwick Boseman pe Facebook
- Chadwick Boseman la Internet Movie Database
- Borrelli, Christopher (11 aprilie 2013). „Robinson actor swings for the fences”. Chicago Tribune. Arhivat din original la 9 mai 2016. Accesat în 30 aprilie 2018.